# Tizimín
Tizimín – miasto w Meksyku, w stanie Jukatan.